# Sindangpalay (Karangpawitan)
Sindangpalay is een bestuurslaag in het regentschap Garut van de provincie West-Java, Indonesië. Sindangpalay telt 5218 inwoners (volkstelling 2010).